# Иван Гранец
Иван Гранец (Загреб, 8. септембар 1897 — Загреб, 9. јануар 1923) је бивши југословенски фудбалски репрезентативац. За југословенску репрезентацију одиграо је две утакмице али му је призната само прва међународна утакмица Југославије 1920. године против Чехословачке (0:7) у Антверпену на Летњим олимпијским играма. За репрезентацију Загреба одиграо је 5 утакмица.
Извршио је самоубиство због фаталне љубави 9. јануара 1923. у 25-ој години живота.